# إيوان ثوربورن
إيوان ثوربورن (بالإنجليزية: Euan Thorburn)‏ مواليد 19 أكتوبر 1986، هو سائق راليات اسكتلندي بدأ مسيرته في سنة 2006. كان أول رالي له هو رالي ويلز 2013.